# Брежневка
Бре́жневка — разговорное название серий жилых домов, строившихся в СССР преимущественно в эпоху правления Л. И. Брежнева. Так же называется тип квартир в таких домах.

## История
Брежневки начали возводить в середине 1960-х годов, но их массовое строительство пришлось на 70‑е и 80‑е годы. Их продолжали строить до конца 1990-х годов, а в некоторых регионах — в 2000-х годах.
Брежневки пришли на смену хрущёвкам вместе со спросом на строительство высотных домов в связи с ростом городского населения. Новые дома были более комфортными для жизни по сравнению с хрущёвками и считались их усовершенствованной версией, благодаря чему их также называли «улучшенками».

## Отличия брежневок от хрущёвок

### Этажность
В отличие от 5-этажных хрущёвок, брежневки также строились высотой в 9, 12, 14, 16 и 17 этажей.

### Улучшенная планировка
В брежневках появились мусоропроводы и лифты, балконы или лоджии. На лестничной клетке обычно располагалось от 4 до 8 квартир, кроме однушек и двушек появились трёхкомнатные и четырёхкомнатные квартиры. Жильё стало больше и просторнее: площадь жилых комнат и кухни увеличилась, санузел был разделён на ванную и туалет, высота потолков выросла до 2,7 м. Комнаты стали изолированными.

### Материалы и конструктивные решения
Брежневские дома строили из прочных материалов — силикатного кирпича и железобетонных панелей нового поколения, в результате чего были улучшены тепло- и звукоизоляция. Однако в домах, построенных по панельной технологии, могли быть холодные квартиры и хорошая слышимость.

### Наличие инфраструктуры
Брежневки обычно строились в новых жилых районах, поэтому в проект были включены также необходимые инфраструктурные объекты: школы, магазины, парки, стадионы и т. д..

## Серии домов
Всего насчитывается около 40 серий домов брежневской эпохи. Наиболее популярные из них:

### Серия II-18/12Б
Одна из самых распространённых серий брежневок в Москве и Подмосковье, где их насчитывается более 1,2 тысяч. Является усовершенствованным вариантом серии II-18/9. Здания этой серии строились с 1962 по 1972 год преимущественно из бетонных блоков (также встречалась модификация из кирпича) высотой в 12 этажей с одним или двумя подъездами и двумя лифтами. На одном уровне располагалось до 7 квартир с увеличенной площадью кухонь и раздельными санузлами. Дома серии II-18/12Б есть почти во всех районах Москвы.

### СерияII-68-01/16
Ещё одна распространённая в Москве серия (около 800 домов), строилась по проекту МНИИТЭП с 1969 года. Эти 16-этажные дома из бетонных блоков и крупноразмерных панелей обычно имели два лифта (грузовой и пассажирский) и лоджии во всех квартирах. Также строились и другие модификации: II-68-01/12-83, II-68-01/14-13, II-68-02/12К и т. д.

### Серия II-67

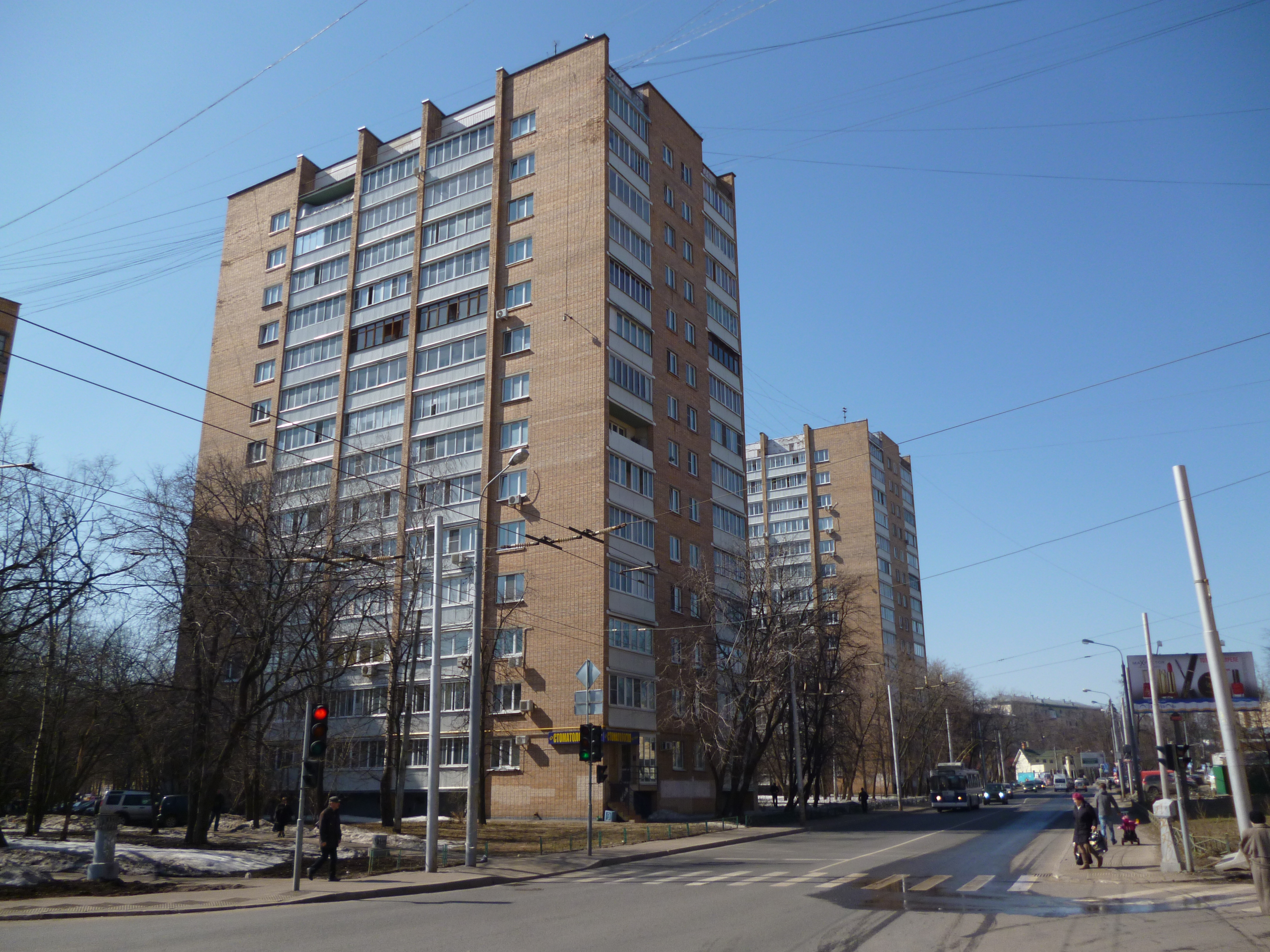
Башни Вулыха на Песчаной улице в Москве

Включает в себя разработанные архитектором Ефимом Вулыхом серии башня Вулыха, II-67 «Тишинская», II-67 «Смирновская» и II-67 «Москворецкая», которые строились в основном для госслужащих и очередников предприятий и организаций. Каркасно-кирпичные башни Вулыха чаще всего были 14-этажными, остальные модификации серии построены из кирпича высотой в 12 этажей. Первые дома серии II-67 начали строить на Смирновской улице, откуда и пошло соответствующее название. Особенностью домов серии II-67 «Смирновская» являются ограждения лоджий из плоских белых блоков. Дома серии II-67 «Москворецкая» отличались от смирновских размерами и конфигурацией лестнично-лифтовых блоков. Отличительной чертой домов серии II-67 «Тишинская» являются кирпичные ограждения лоджий и увеличенная площадь прихожих в трёхкомнатных квартирах.

### СерияП-3

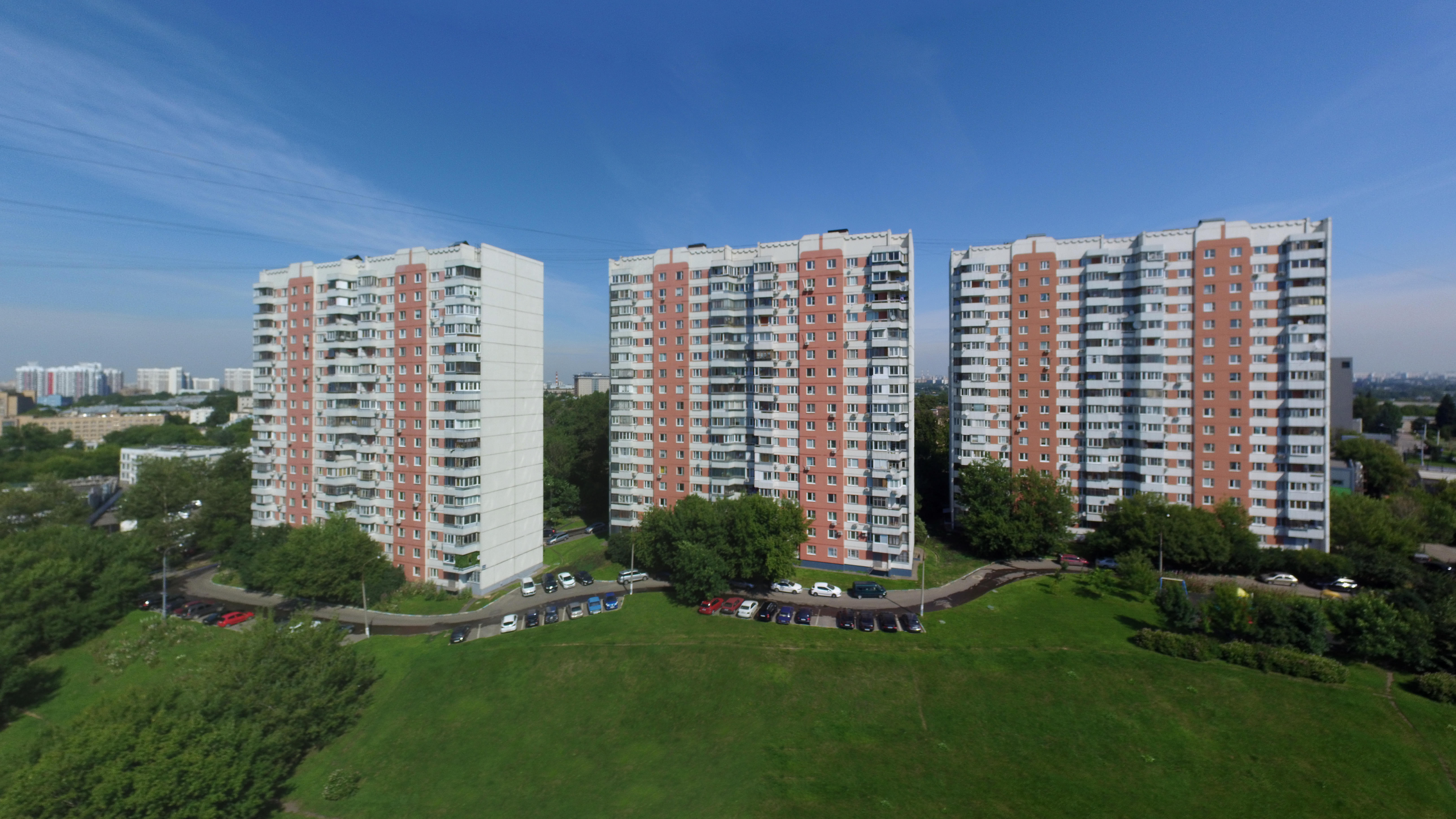
Дома серии П-3 на улице Хачатуряна в Москве

Представляет собой панельные дома высотой в 16—17 этажей со множеством несущих стен, что затрудняло перепланировку в квартире. В этой серии в одной из первых стали стали использоваться рядовые и поворотные секции. На этаже располагались четыре квартиры (две двухкомнатные и две трёхкомнатные), а в поворотной секции их количество доходило до восьми; в некоторых домах встречались и четырёхкомнатные квартиры. Со временем серия сменилась модификацией П-3М с более утеплёнными навесными панелями и новой формой балконов.

### СерияП-30

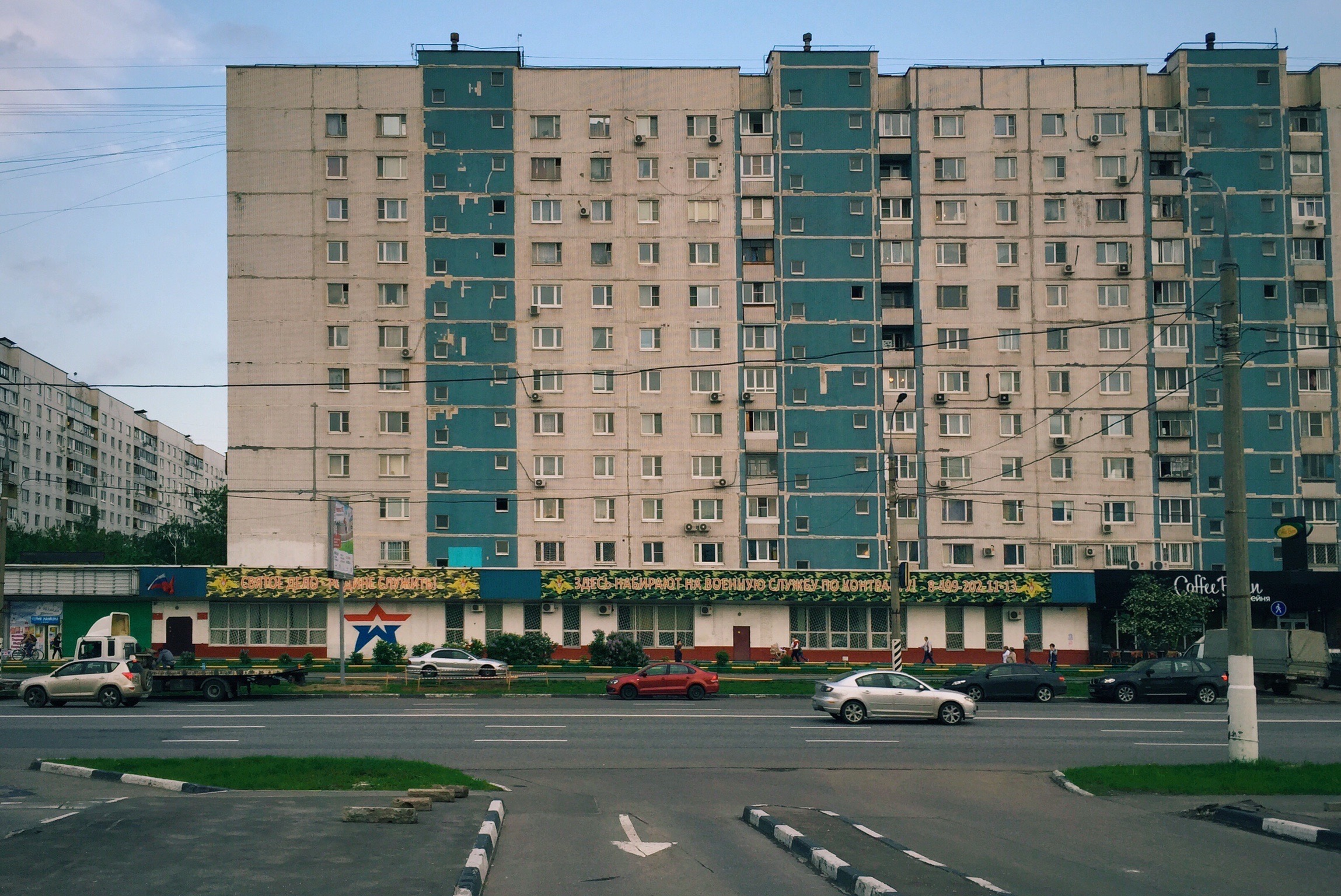
Дом серии П-30 на Каширском шоссе в Москве

Дома серии строились с 1971 по 2005 год и отличались хорошей теплоизоляцией и утопленными внутрь лоджиями, которые могли располагаться и в торцах зданий. На этаже обычно размещалось четыре просторные квартиры, от однокомнатной до четырёхкомнатной, с изолированными комнатами, раздельным санузлом, большой кухней с местом для стиральной машины.

### СерияП-44

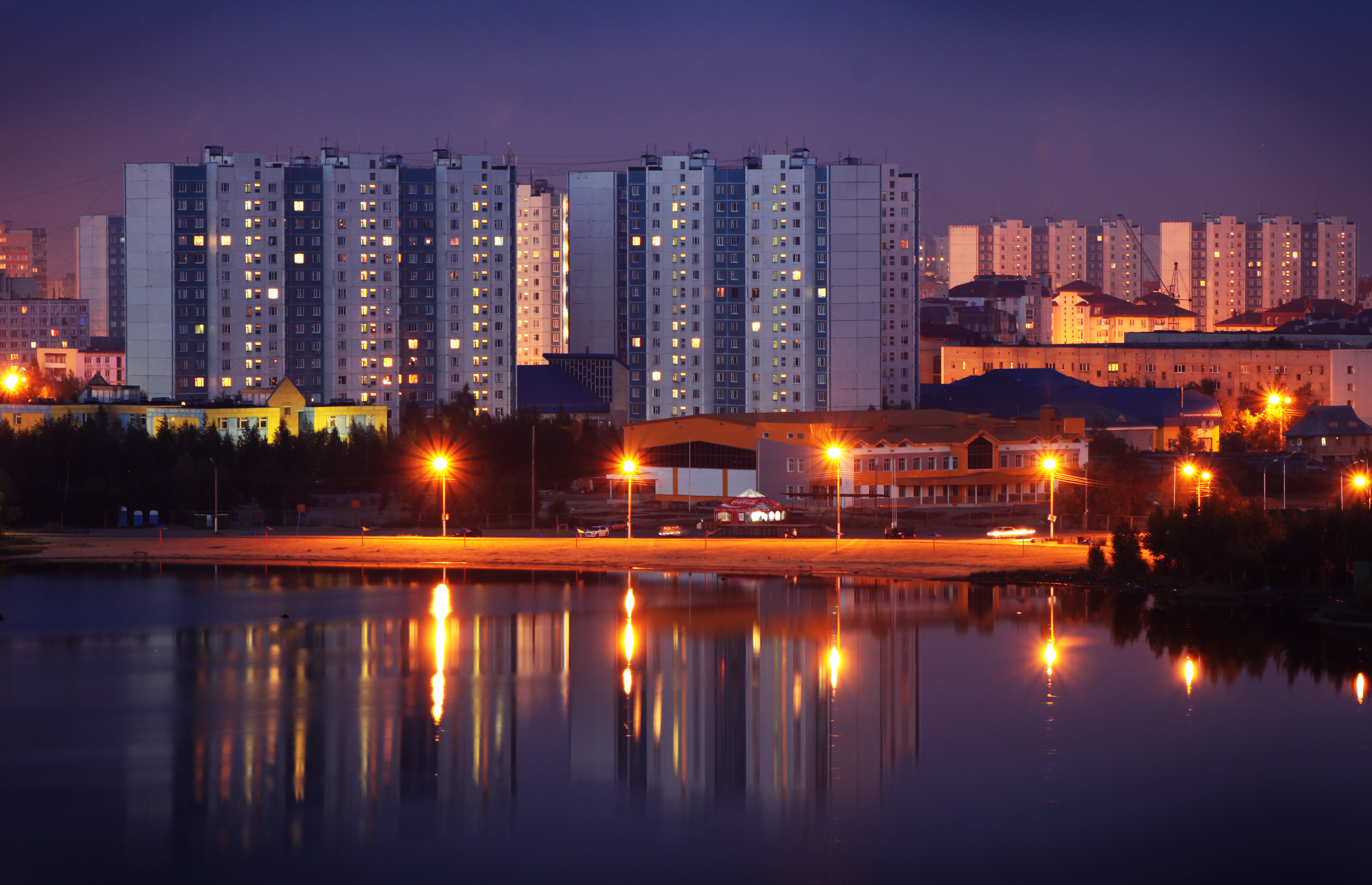
Дома серии П-44 в Нижневартовске

Дома высотой в 8, 16 и 17 этажей с двумя-тремя секциями, расположенные буквой Г или буквой П; строились с 1979 по 2001 год. Серия занимает первое место по объёмам строительства в Москве, также такие дома массово возводились в Нижневартовске, Тынде и Ярославле. В них присутствовал грузовой лифт, квартиры имели большие изолированные комнаты, просторную кухню и раздельный санузел. В поздних вариантах лестница не была совмещена с чёрным ходом, а находилась в открытом пространстве.

### Серия 1-515/9М
Похожие на 5-этажные хрущёвки серии 1-515/5 здания, только с увеличенным числом этажей (чаще всего 9), строились в Москве с 1957 по 1977 год. Кроме того, в них не было однокомнатных квартир, зато появились четырёхкомнатные. Несущими стенами были продольные. Наружные строили из 30-сантиметровых трёхслойных панелей, внутренние — из гипсобетона, а межкомнатные перегородки — из гипсокартона. Крыши отличались небольшим двускатным уклоном.

## Планировка квартир
- Однокомнатная – общая площадь около 22–34 кв. м. Состоит из кухни (6–7 кв. м), комнаты (16–17 кв. м) и раздельного санузла.
- Двухкомнатная – максимальная площадь 47 кв. м., кухня 6–7 кв. м. Жилые комнаты могли быть одинакового или разного размера и располагаться по одну сторону фасада или напротив друг друга для визуального доступа на улицу и во двор (квартира-распашонка).
- Трёхкомнатная – общая площадь около 48–65 кв. м. Комнаты изолированные, 15–17 кв. м, детская могла быть около 8–10 кв. м, типовая кухня около 9 кв. м; также присутствовал балкон.
- Четырёхкомнатная – общая площадь до 76 кв. м. Обязательное наличие балкона или лоджии. Планировочное решение аналогично трёхкомнатным квартирам[4].